# 劉倩妏
劉倩妏（英語：Daphne Low，1994年4月28日—），藝和創藝旗下演員。

## 簡歷
劉倩妏以中視、中天綜合台戲劇作品《讓愛飛揚》打開台灣演員之路。2017年以電影《阿奇洛》獲得東京國際影展首屆原石獎。2019年主演公視《生死接線員》 女主角。現以演員身份將發展重心移到台灣。2021年主演公視台語台推出由周美玲編導的電視電影《弓蕉園的秘密》女主角，劇中大談同性戀禁忌戀愛。同年主演電影《Money boys》入圍第七十四屆坎城影展，將角逐「一種注目」單元裡的一種注目大獎、評審團獎、最佳導演獎、最佳演員獎、評審團特別獎，還有專門提供給首部長片的金攝影機獎，以及會外的費比西影評人獎、同志金棕櫚獎等。電影並將於2021年7月影展期間進行世界首映。
16歲開始活躍於平面雜誌，18歲時被邀請上節目當嘉賓時被相中，於2012年加入《88 kopitiam》第五季，以演員身分正式出道，2013主演了電視劇《壞青春》。也參與李添興導演的短片《為了愛》、楊毅恆導演的《幻日》等。2014年再次與楊毅恆導演合作，主演第一部電影《榴槤忘返》，於同年入圍東京影展主競賽單元，踏上東京影展紅地毯，並有機會與宮澤理惠等影后級演員競逐最佳女主角獎項。之後也繼續活躍於大銀幕裡，2015演出電影《出走的時光》，2016更是有兩部賀歲電影同時上映，分別為奪下第53屆金馬獎最佳原創電影歌曲的《OlaBola》和杜汶澤導演的《開飯啦！》。同年主演了馬來西亞偶像劇《當拳頭遇上枕頭》。

## 演出作品

### 短片
2022 鍵盤俠

### 電視劇
| 年份   | 播出頻道        | 劇名             | 飾演   |
| ------ | --------------- | ---------------- | ------ |
| 2014年 | NTV7            | 坏青春           | 林雪荔 |
|        |                 | 天使             |        |
|        |                 | All for love     |        |
|        |                 | 風塵一遇         |        |
|        |                 | 重案狙擊         |        |
|        | 劇集            | 心謎             |        |
| 2016年 | 八度空間        | 當拳頭遇上枕頭   | 趙學儀 |
| 2016年 | 中天綜合台/中視 | 讓愛飛揚         | 馬羽晴 |
| 2017年 | 網路劇          | 校花神經探       |        |
| 2017年 | 網路劇          | 校花神經刀       | 安晨   |
| 2017年 | 網路劇          | 人皮             |        |
| 2017年 | 網路劇          | 想看你微笑       | 杜若   |
| 2019年 | 公共電視        | 生死接線員       | 溫雨讀 |
| 2019年 | 公共電視        | 畸零地           | 簡憶白 |
| 2019年 | 客家電視台      | 烏陰天的好日子   | 李綠綺 |
| 2022年 | MOD/Hami Video  | 我願意           | 許書晴 |
| 2023年 | TVBS歡樂台/台視 | 加油喜事相信愛情 | 莉亞   |

### 電視電影
| 年份   | 播出頻道   | 劇名         | 飾演   | 備註         |
| ------ | ---------- | ------------ | ------ | ------------ |
| 2018年 | 公共電視   | 無界限       | 湯圓圓 | 公視新創電影 |
| 2021年 | 公視台語台 | 芎蕉園的秘密 | 書蘭   |              |

### 電影
| 首播年份 | 產地                          | 片名                  | 飾演   | 性質   |
| -------- | ----------------------------- | --------------------- | ------ | ------ |
| 2014年   | 马来西亚                      | 《榴蓮忘返》          | 劉慧玲 |        |
| 2015年   | 马来西亚                      | 《出走的時光》        | 阿妹   |        |
| 2016年   | 马来西亚                      | 《開飯啦！》          | 豆腐花 |        |
| 2016年   | 马来西亚                      | 《Ola Bola》          | 周美玲 |        |
| 2016年   | 马来西亚                      | 《阿奇洛》            |        |        |
| 2021年   | 臺灣 · 奥地利 · 法國 · 比利时 | 《金錢男孩MONEYBOYS》 | 阿蓮   |        |
| 2022年   | 马来西亚                      | 《瘋夏之箱》          | 愛紗   | 女主角 |
| 2026年   | 泰國曼谷                      | 《手機見鬼》          | 小雅   |        |
| 2026年   | 臺灣                          | 《空姐復仇記》        |        |        |

場景喜劇
2012年《88 Kopitiam》飾演小辣椒

## 獎項
- 2014  榴槤忘返 入圍東京影展最佳女主角
- 2017  阿奇洛 入圍東京影展最佳女主角並獲得﹝東京寶石獎﹞
- 2017  入圍馬來西亞金視獎最佳新演員獎和最受歡迎女藝人獎
- 2018  阿奇洛 入圍馬來西亞金環獎最佳女主角

## MV演出
2013 Kopi林國偉 《愛走了可惜》

## 廣告
- 2015 Shiseido Professional

- 2015 & 2016 Hada Labo 化妝水

- 2017 瑞穗鮮乳

- 2017 7-11獎三遍

- 2020 7-ELEVEN【春節禮盒】2020金鼠限定 專屬於禮

## 平面
- Ifeel
- Newtide